# Пригушивач (филм)
Пригушивач српски је филм из 2023. године у режији Горана Николића и по сценарију Наталије Мусић.
Филм је премијерно приказан на 47. фестивалу филмског сценарија у Врњачкој Бањи.
Упоредо с филмом, настала је и истоимена серија у 36 наставака.

## Радња
40 дана након самоубиства Бранка, бившег боксера, локалног мангупа из блокова, вољеног од стране своје околине, његовом сину јединцу - Луки (који је интровертан, интелигентан, повучен) очева смрт постаје сумњива.
Лука након очеве смрти, остаје потпуно сам јер му је мајка такође мртва (преминула од рака пре 10 година).
Лука почиње да верује да је неко заправо убио његовог оца.
Пратећи своју интуицију, Лука започиње истрагу, заједно са девојком Нађом и најбољим другом Марком.
Већину свог времена, Лука проводи у кафићу који држе Гаги и Милена, Бранкови најбољи пријатељи који, након Бранове смрти, преузимају улогу Лукиних родитеља.
Тони (духовит, причљив, ноћни чувар) и Дејан (ћутљив, таксиста) су део екипе из кафића, такође Бранкови другари који на Луку гледају као на сина....

## Улоге
| Глумац               | Улога |
| -------------------- | ----- |
| Бранислав Трифуновић |       |
| Петар Стругар        |       |
| Огњен Јовић          |       |
| Анђела Кузмановић    |       |
| Растко Мићић         |       |
| Зоран Ћосић          |       |
| Даница Радуловић     |       |
| Ненад Гвозденовић    |       |
| Мирослав Јовић       |       |
| Михаило Лаптошевић   |       |
| Јелица Ковачевић     |       |
| Марко Павловски      |       |
| Бранислав Видаковић  |       |